# Casticismo madrileño

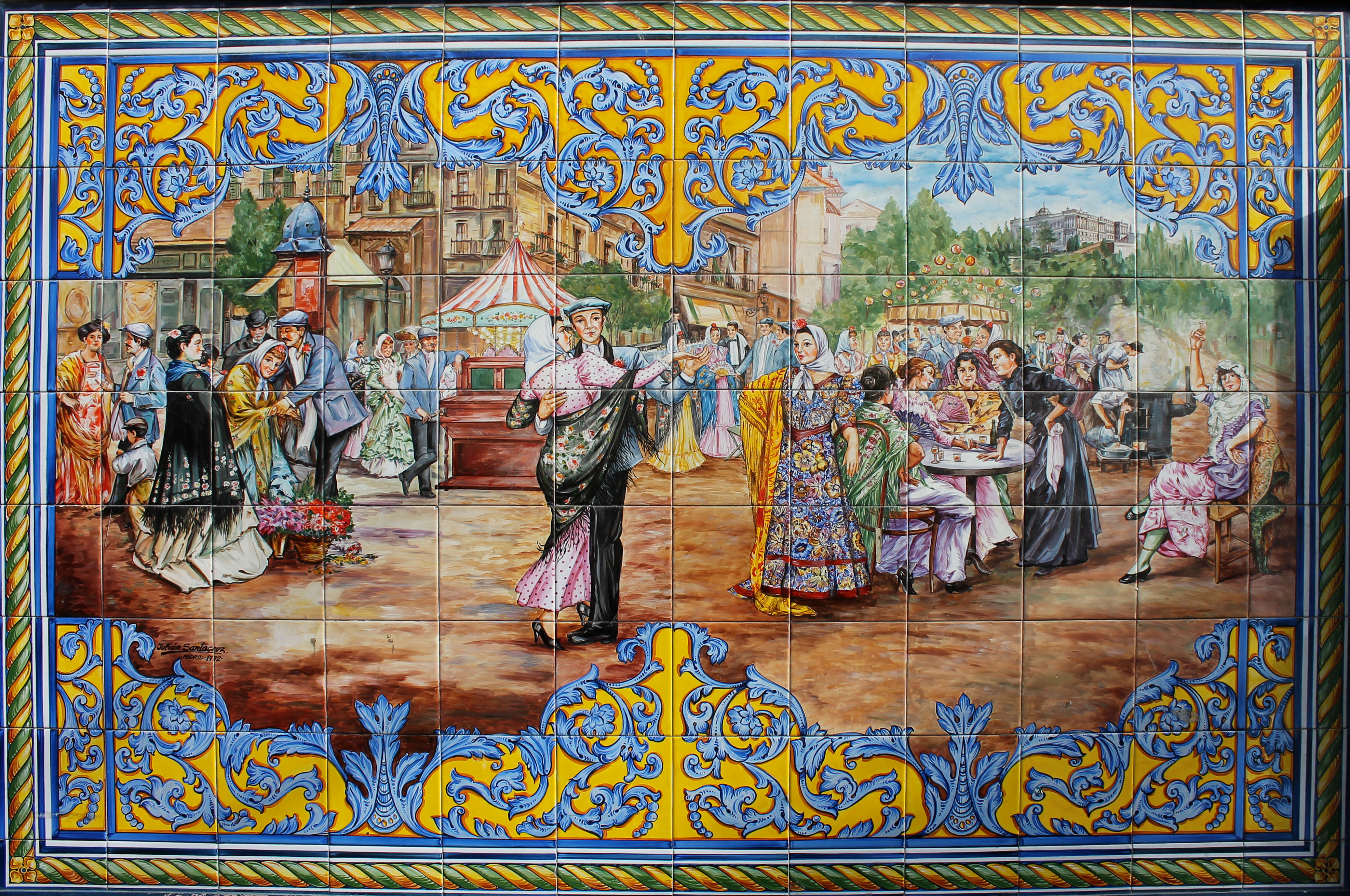
Representación de la verbena de la Paloma, en la azulejería con orla talaverana, de un local en la calle Martín de los Heros, 59-bis, de Madrid.

Casticismo madrileño (a veces asociado al término madrileñismo) es el conjunto de características de identidad cultural que se generaron en la capital de España en el siglo xviii produciendo un modelo de carácter no cosmopolita. Modelo que, definido ya en los últimos años de aquel siglo, y tras afirmarse en la vestimenta, usos y costumbres de los madrileños y arraigar en especial en las clases obreras y el folclore local, fue glosado por la literatura del siglo xix.
El ‘casticismo madrileño’ está asociado a la tipología del «majo», el «manolo», el «chulapo», y el «chispero» (con sus pares femeninos naturales). Entre los grandes referentes del fenómeno castizo en Madrid, habría que destacar la personalidad y obra de Don Ramón de la Cruz, Francisco de Goya, Mesonero Romanos, Benito Pérez Galdós, Pedro de Répide, Carlos Arniches o Ramón Gómez de la Serna.
Míticamente localizado en barrios como Lavapiés, cuna de la ‘majeza’ y la «manolería» según Mesonero, o Chamberí, «territorio chispero», los ‘madrileños castizos’ quedaron minuciosamente retratados en populares zarzuelas como La verbena de la Paloma, La revoltosa, Agua, azucarillos y aguardiente y La Gran Vía. Distintos autores han llamado la atención sobre el perfil localista del ‘casticismo madrileño’, sin apreciar quizá que esa ‘chulería’ de sentirse el centro, no ya de un imperio, sino del mundo, sellaba –en su megalomanía cultural e inocentemente pueblerina– su absoluta abstracción de todo lo que no fuera Madrid. Expresado con la síntesis no menos castiza de una greguería:

Una pedrada en la Puerta del Sol mueve ondas concéntricas en toda la laguna de España.
 Ramón Gómez de la Serna (1957)

## Picaresca versus casticismo
A pesar de los esfuerzos de los ilustrados del siglo xviii, y los escritores costumbristas del siglo xix, el ‘casticismo madrileño’ es de raíz inculta y popular, como ha estudiado José Deleito en varias obras dedicadas a la corte de los Austrias españoles del Madrid de siglo xvii. Capital e imperio sustentado en su base, la clase social más baja, por una complementaria ‘corte de pícaros’, «desarrapados y pobres de mayor o menor solemnidad».

Los hábitos de holganza y violencia generales, y la relajación de costumbres, favorecieron enormemente el desarrollo del hampa en todos los dominios de la Monarquía española; pero de modo singular en Madrid, que atraía con los reflejos del cortesano esplendor a los vividores y parásitos de todas las procedencias y cataduras. De Alemania, Países Bajos, Francia e Italia venían lisiados e inválidos, atraídos por la pródiga caridad española, para ejercer el pordiosero y las malas artes que le eran conexas. Otros eran francamente malhechores, que acudían con planes de robo. Cuarenta mil extranjeros llegó a contar Madrid. De esa suerte, la capital de España quedó convertida en Corte de los milagros (…) Como refugio natural de esta población equívoca y de acarreo, y también de menestrales, artesanos y gente de bronce (precursora de la manolería que inmortalizaron Goya y Ramón de la Cruz), eran famosos algunos ventorrillos, tabernas y bodegones de los arrabales y extramuros, correspondientes a la actual barriada de Lavapiés.
José Deleito

## Pícaros, manolos, castizos y otras ‘tribus urbanas’
Atribuyéndole el título de cuna del fenómeno del casticismo madrileño, cronistas como Mesonero o Répide, coinciden con Ramón de la Cruz en relacionar el barrio de Lavapiés y sus primitivos habitantes en el arrabal de la Villa de los Austrias, con los vecinos de origen hebreo y su necesidad de hacer "ostentación de cristianos nuevos", materializada en el gesto bautismal de poner el nombre de Manuel a sus primogénitos. Prescindiendo de lo legendario de la propuesta, el barrio de los Manueles se convirtió en el barrio de los Manolos y por extensión de las Manolas y de la "manolería" en general, vecinos a su vez de los «majos castizos», así llamados por su relación con los "mayos", costumbre festiva de adornar el «mayo» y elegir la «maya» el día de Santiago el Verde. Un pintoresco conjunto humano que protagonizará la obra más festiva de Francisco de Goya. Abundando en el registro de antiguas ‘tribus urbanas’, rivales de manolos y majos serían a su vez los chisperos o "tiznaos" del gremio de herreros que con el tiempo se reuniría en los barrios altos del otro lado de la cerca, en lo que luego será el castizo Chamberí. Del conjunto resultante saldrían «los chulos y chulapos, chulas y chulapas», con una etimología que Répide sugiere de origen árabe («chaul» en esa lengua denomina al «mozo o muchacho»), y que ya en el siglo xviii Diego de Torres Villarroel menciona en sus Sueños morales componiendo una metáfora que parece dejar claro el origen de otra de las singularidades del ‘casticismo madrileño’: el piropo.

"Encendióse el mozo yesca a los primeros relámpagos del aire de la chula".
Diego de Torres Villarroel

## Bohemia y casticismo
La bohemia madrileña –minuciosa y tendenciosamente glosada en sus memorias por Rafael Cansinos-Assens–, tardía respecto a la alemana o la francesa, y por tanto fuera ya de los planteamientos filosófico-morales del Romanticismo, parece sugerida por ciertos personajes de la obra de Galdós localizada en el Madrid de la segunda mitad del siglo diecinueve. El tema no pasó desapercibido a los maestros del 98; y así, mientras Unamuno lo glosa con vocación nacionalista (o fatalista) en su ensayo En torno al casticismo, Pío Baroja o Ramón del Valle-Inclán produjeron algunas de las mejores páginas literarias dedicadas al casticismo madrileño. Baste evocar personajes o tipos imborrables como el ciego Max Estrella, o en la novelística de Baroja, el crisol de tipos de Las noches del Buen Retiro (1934), como los ‘Chepa’, ‘Espadita’, ‘Marinero’, ‘Payaso’, ‘Capitán’ o ‘Piripitipi’, del círculo de pícaros de «Beltrán el farolero».
En esta línea, más culta, pretenciosa e intelectual, algunos autores convocan la existencia de una veta castiza metropolitana y cosmopolita con raíces en el Renacimiento italiano –aunque no queda clara su limitación al «todo Madrid». Así, José Carlos Mainer, en su estudio-prólogo a Casticismo, Nacionalismo y Vanguardia: (antología, 1927-1935) de Ernesto Giménez Caballero: 

Casticismo y cosmopolitismo unidos, al modo en que se había practicado tan brillantemente en «esa Italia mediterránea, ridícula, fracasada y superficial de nuestros mayores. Esa Italia que sólo conocíamos por el bel canto y la filología románica», pero que, sin embargo, nos suministraba la clave de nuestro porvenir. Y así, por los grandes investigadores de la literatura italiana valdría un Ramón Menéndez Pidal; Ortega y Gasset haría el papel de Benedetto Croce; Eugenio d’Ors actuaría de D’Annunzio, y Lorenzo Luzuriaga tendría que ser Gentile; y Ramón Gómez de la Serna, Marinetti y Bontempelli a la vez; Baroja y Azorín, por su parte, serían como Pirandello, «regionalistas como punto de partida en su obra y elevadores del conocimiento nacional de una tierra» (es decir, strapaesani y stracittadini), y de Curzio Malaparte haría, sin duda, Miguel de Unamuno.

## Casticismo versus heroísmo
No explican antropólogos ni historiadores –al menos los consultados– de qué modo el pícaro devino en héroe. Pero sí lo explica la obra de Goya; hay saltos culturales cuya comprensión racional parece reservada a los genios. Lo cierto es que la cultura del engaño alumbró en dramáticos fogonazos la apasionada entrega del héroe popular (léase «héroe del pueblo» o «pueblo heroico»). Casi todos los autores, historiadores, sociólogos, cronistas, etc., coinciden en subrayar el carácter despolitizado del ‘casticismo madrileño’ (muy a pesar de que uno de sus referentes históricos son las jornadas del 2 y el 3 de mayo de 1808). Despolitizado, sí, probablemente por la propia esencia irracional de lo popular en sus acciones históricas. Sea como fuere, los madrileños, con su ‘casticismo’ como estigma, volverían a protagonizar un episodio heroico y bastante más dilatado, pues si en la Guerra de Independencia Española el gesto de casta duró dos días, en la Guerra Civil española duró casi tres años. Al grito de no pasarán, el pueblo de Madrid (el mismo pueblo humilde, atávico e irracional desde la perspectiva historicista) se transmutó una vez más en «pueblo heroico» para plantarle cara a un ejército militarmente organizado y pertrechado. Un pueblo, caprichoso quizá, que en 1808 no había querido aceptar la insolencia de ver partir a sus gobernantes, y que en 1937 volvió a quedarse solo cuando el gobierno de la Segunda República Española se trasladó a Valencia.
Lejos quedan de estos presupuestos las tesis de Mesonero y Larra. Los nuevos cronistas de su historia, héroes derrotados y más o menos desconocidos pero solidarios en su desdicha, escribirán su propio cuadro de costumbres durante cuarenta años de exilio.

## Iconografía y casticismo

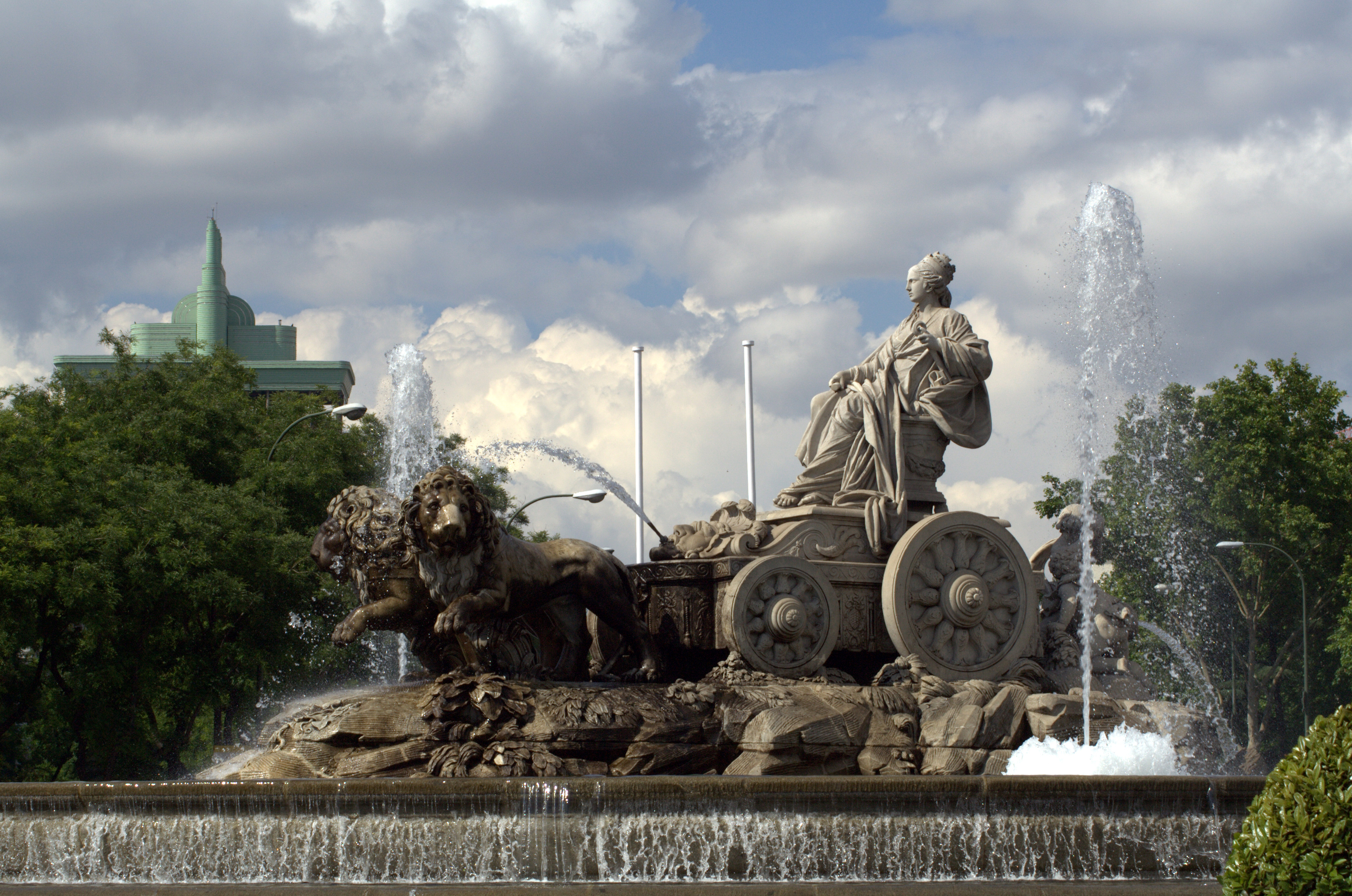
Fuente de la Cibeles.

Gracias a la voluntad reformadora de Carlos III (considerado el rey alcalde de Madrid), monarca absoluto, ilustrado y educado en Italia, la que fuera capital de un «imperio en el que no se ponía el sol» estrenó en pleno siglo xviii una iconografía de identidad propia (como una marca, un logo o un sello en la mercadología contemporánea). Así, la Puerta de Alcalá y la Cibeles se convertirían en símbolo urbano universal o seña de identidad de Madrid, como luego ocurriría en otras grandes capitales del mundo, con la Torre Eiffel en París, la Sagrada Familia en Barcelona, o la panorámica de Manhattan desde el Hudson o la Estatua de la Libertad, en Nueva York. La comparación, que puede resultar tan desproporcionada como pretenciosa, lo es precisamente por definición característica del casticismo y la chulería madrileños, cuyo argumento sería que «París necesita una singular torre de hierro. A Madrid le basta con una puerta de piedra.» …Como tantas otras, cabría añadir. Así mismo, la Cibeles parece más susceptible de comparación con la Sirenita de Copenhague o el Manneken Pis de Bruselas, que con la Libertad de Nueva York, otro símbolo «ultrafrancés», como glosando a la Cibeles apuntaba, no sin sutileza ampurdanesa, Josep Pla, corresponsal catalán en el Madrid de 1921, quien escribió en su dietario esta curiosa observación, síntesis de iconografía y casticismo madrileño: 

Centra el espacio la fuente de la Cibeles, que es una de las estatuas que gustan más a los madrileños y que forma la plaza de la Cibeles. (…) La Cibeles es, en esta ciudad, un símbolo –un símbolo de qué, no se sabe muy bien, y, por lo tanto, un símbolo máximo–. Es un testimonio de fines del xviii, ultrafrancés, y por eso debe ser por lo que es tan madrileño –cosas de la historia y de la vida.
Josep Pla

Todavía mediada la década de 1980, Ana Belén, una actriz que poco antes (1979) había interpretado el papel de la Fortunata galdosiana en la serie de televisión Fortunata y Jacinta, situó la cumbre de su carrera discográfica cantando una canción dedicada a la Puerta de Alcalá, que el inextinguible casticismo de la capital española convertiría en himno.

### Fígaro, Fortunata y Max Estrella
La herencia de la picaresca del siglo diecisiete, sustancialmente mezclada con la historia de la villa de Madrid deja una sustanciosa baraja de tipos castizos. Sacando tres cartas al azar, aparecen, Fígaro, Fortunata y Max Estrella. Suficiente para un esbozo:
- Críticos, galdosistas e hispanistas parecen estar de acuerdo en aceptar el protagonismo y singularidad de Fortunata en el contexto general de la novela más conocida de Galdós, que una vez más ha elegido a una mujer para tejer su ideología vital en el espacio literario.[36] Una mujer que representa además a ese "pueblo" que "posee las verdades grandes y en bloque", que sobrevive, miserable y castizo, en el "Cuarto Estado" de la capital de España, y que constituye "lo esencial de la Humanidad, la materia prima".[37] Su aparición en la escena de la novela es casi teatral:[38]

La moza tenía pañuelo azul claro por la cabeza y un mantón sobre los hombros, y en el momento de ver al Delfín, se infló con él, quiero decir, que hizo ese característico arqueo de brazos y alzamiento de hombros con que las madrileñas del pueblo se agasajan dentro del mantón, movimiento que les da cierta semejanza con una gallina que esponja su plumaje y se ahueca para volver luego a su volumen natural.
 Benito Pérez Galdós Fortunata y Jacinta

- Max Estrella, mendigo, filósofo y ciego, antítesis del «neocasticismo ‘hidalgo’ que había puesto de moda el propio Valle-Inclán» con su marqués de Bradomín,[39] fija la idea universal de un casticismo madrileño hijo de Larra y de Goya filtrado por los espejos deformantes del callejón del Gato.[40][41]

- Para muchos estudiosos, Fígaro, el seudónimo favorito de Larra, representaría la antítesis del ‘casticismo madrileño’. Sin embargo muchos de sus quizá mal llamados artículos de costumbres describen con ojo crítico rasgos esenciales de una galería de tipos madrileños, una galería y una mirada que antes fueron privilegio de un Goya y después lo serían de un Galdós. Apunta Max Aub que a esa mirada de Larra, «lúcidamente patriótica»,[42] se debe quizá la más sutil y certera definición del ‘casticismo madrileño’:[e][43][44]

Escribir como escribimos en Madrid, es tomar una apuntación, es escribir un libro de memorias, es realizar un monólogo desesperante y triste, para uno solo. Escribir en Madrid es llorar, es buscar voz sin encontrarla, como en una pesadilla abrumadora y violenta. Porque no escribe uno siquiera para los suyos. ¿Quiénes son los suyos? ¿Quién oye aquí?
Mariano José de Larra (1836)

## Escenarios

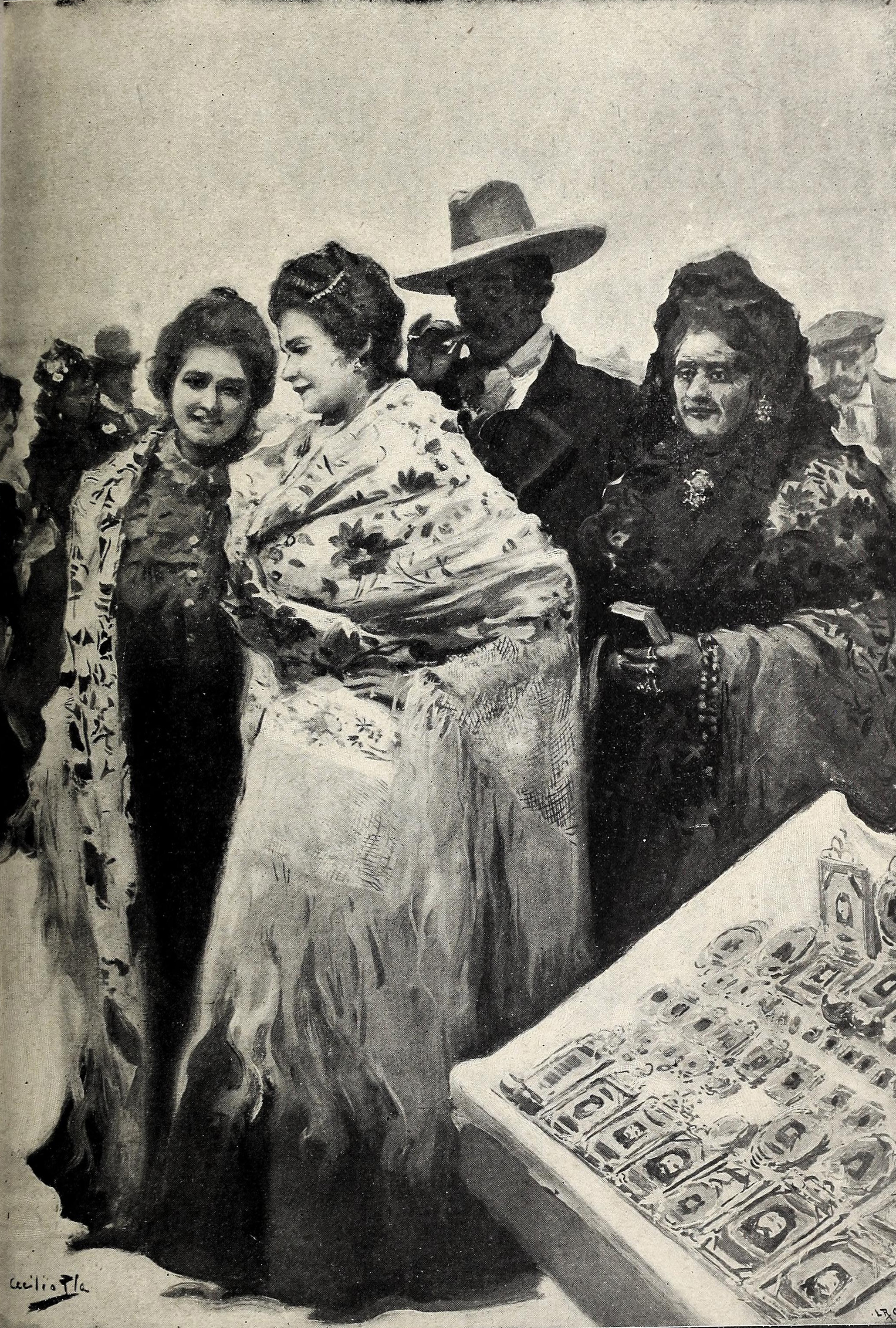
Grupo de madrileños en la extinta romería de la Cara de Dios (1898).

El casticismo madrileño, más proclive a la escena de género (o al cuadro de costumbres) que a la reflexión unamuniana, ha germinado a lo largo de los siglos en una variada sucesión de escenarios —tan heterogéneos como intensos en ocasiones—. De entre los más tópicos, cronistas e historiadores coinciden en diferenciar:
1. Las verbenas, romerías y fiestas patronales, entre las más populares, las de San Cayetano y San Lorenzo, San Isidro y la Paloma;[f] las Mayas, Santiago el Verde y la verbena de San Antonio de la Florida;
2. Los festejos sangrientos, herederos del saltimbanqui minoico y del auto de fe de plaza y Corte —tan madrileño, aunque no exclusivo—,[g][47] es decir, las corridas de toros,[48] elemento gráfico excepcional del escaparate castizo goyesco;[28]
3. Las ferias, mercados y mercadillos.[49]
4. Las tertulias de café, coda natural de las noches de teatro, cuna del esperpento y la greguería.
5. Además de los escenarios populares metropolitanos y más o menos oficiales en la ciudad de Madrid,[50] con fenómenos tan históricos como los corrales o tan endémicos como el teatro por horas y los teatros de verano.[51]
6. También, y como un «hongo misterioso», brota el ‘casticismo madrileño’ en las Revoluciones, aunque no queda claro su origen, heroico en apariencia o quizá simplemente bárbaro «…cuando no cumplís el deber primordial de poner en la materia que labráis el doble cuño de vuestra inteligencia y de vuestro corazón. (…) y os zambullís en la barbarie casticista, que pretende hacer algo por la mera renuncia de lo universal»,[h] (siempre y cuando la historiografía acepte las propuestas retóricas de un Abel Martín o su discípulo Juan de Mairena).[52]

## En la música
A pesar de ser considerado por los melómanos como un baile universal, parece irreversible la conclusión de que el chotis es el baile madrileño por excelencia. También destacan, en la historia musical del casticismo de la capital de España, un puñado de canciones protagonizadas por floristas, publicadas en el siglo veinte: La violetera, Clavelitos o Los nardos de la revista Las leandras, estrenada en 1931; todas ellas recuperadas en el musical Por la calle de Alcalá, de 1983.
En otro orden musical, algunos autores y críticos —en el colmo quizá de la “egomanía”— han querido relacionar fenómenos efímeros como la llamada Movida madrileña, con el «nuevo casticismo tribalista».

## Fecha de caducidad
Desde mediado el siglo veinte y de forma periódica, los más diversos analistas, comentaristas, periodistas y protosociólogos, emiten sus propuestas y juicios sobre la permanencia o extinción —indistintamente y según los gustos o las tesis— del fenómeno del ‘casticismo madrileño’. Un rumor sordo parece acompañar al caos, en tanto las reflexiones ya clásicas de un Fernando Fernán Gómez o un Luis Carandell libran batalla perdida con las conclusiones sin retorno de los Umbral, los Alpuente o hispanistas como Edward Baker.